# Zürichi Egyetem

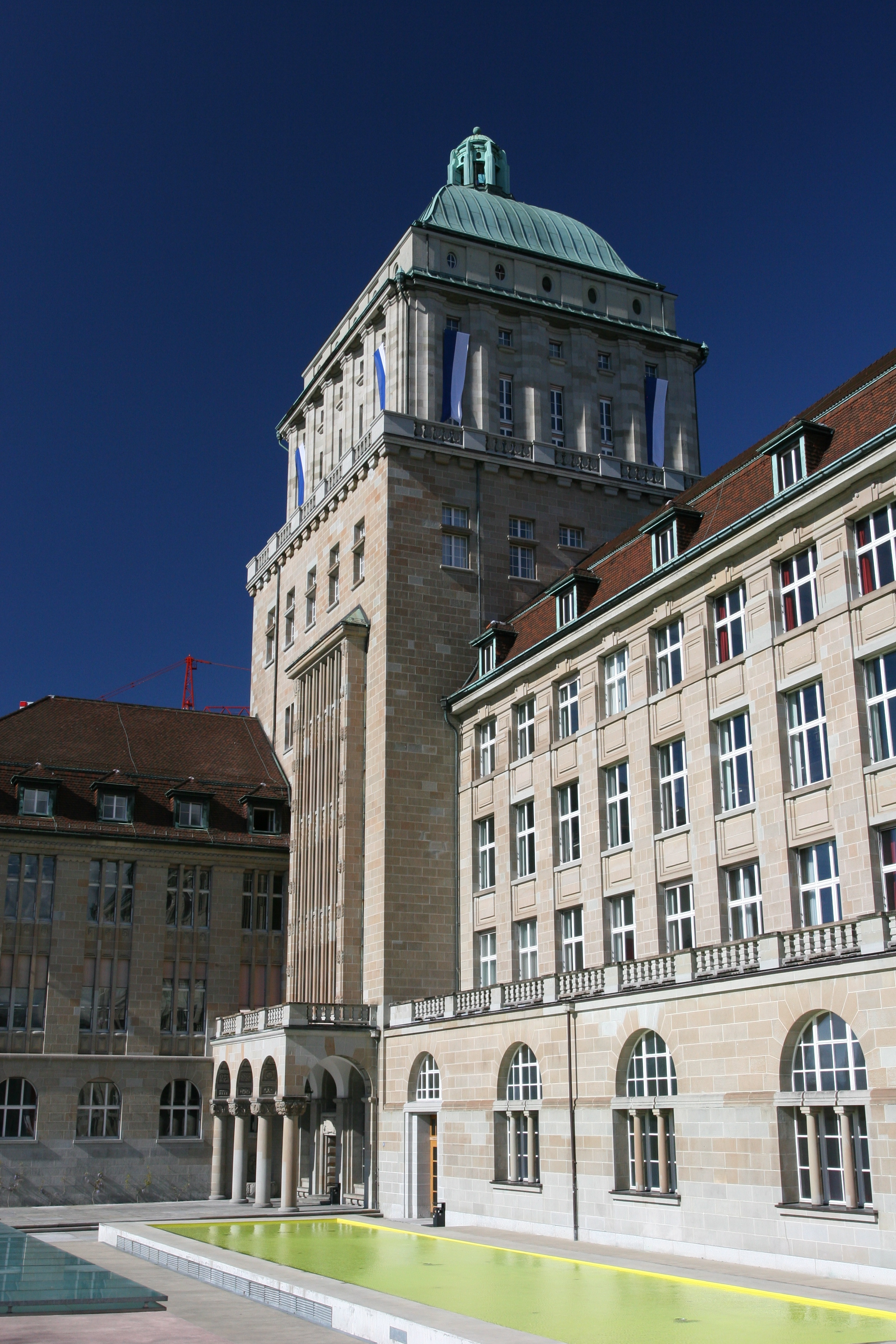
A Karl Moser és Robert Curjel tervei alapján emelt főépület

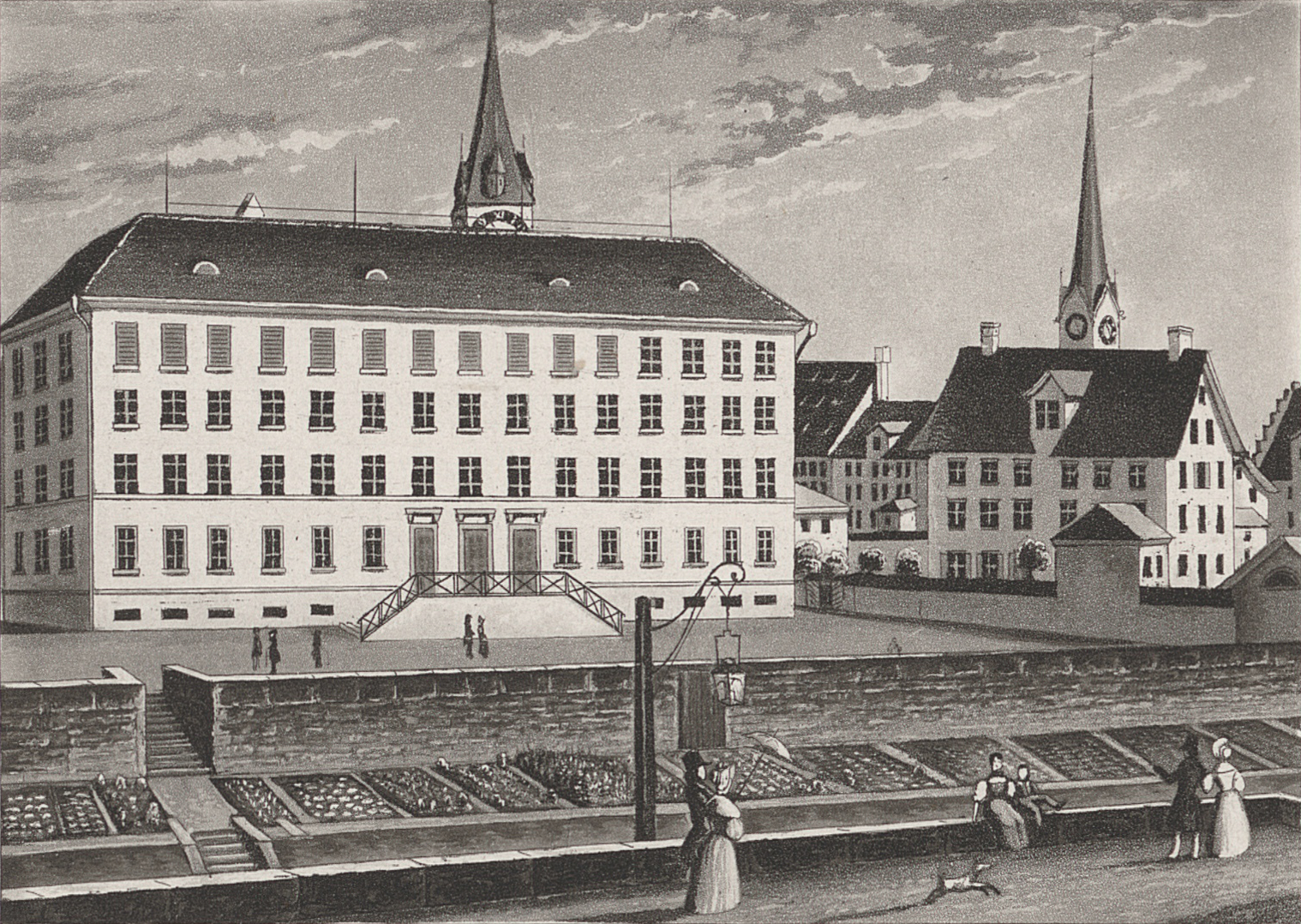
Az első épület a Fröschengrabenen, 1838–1864

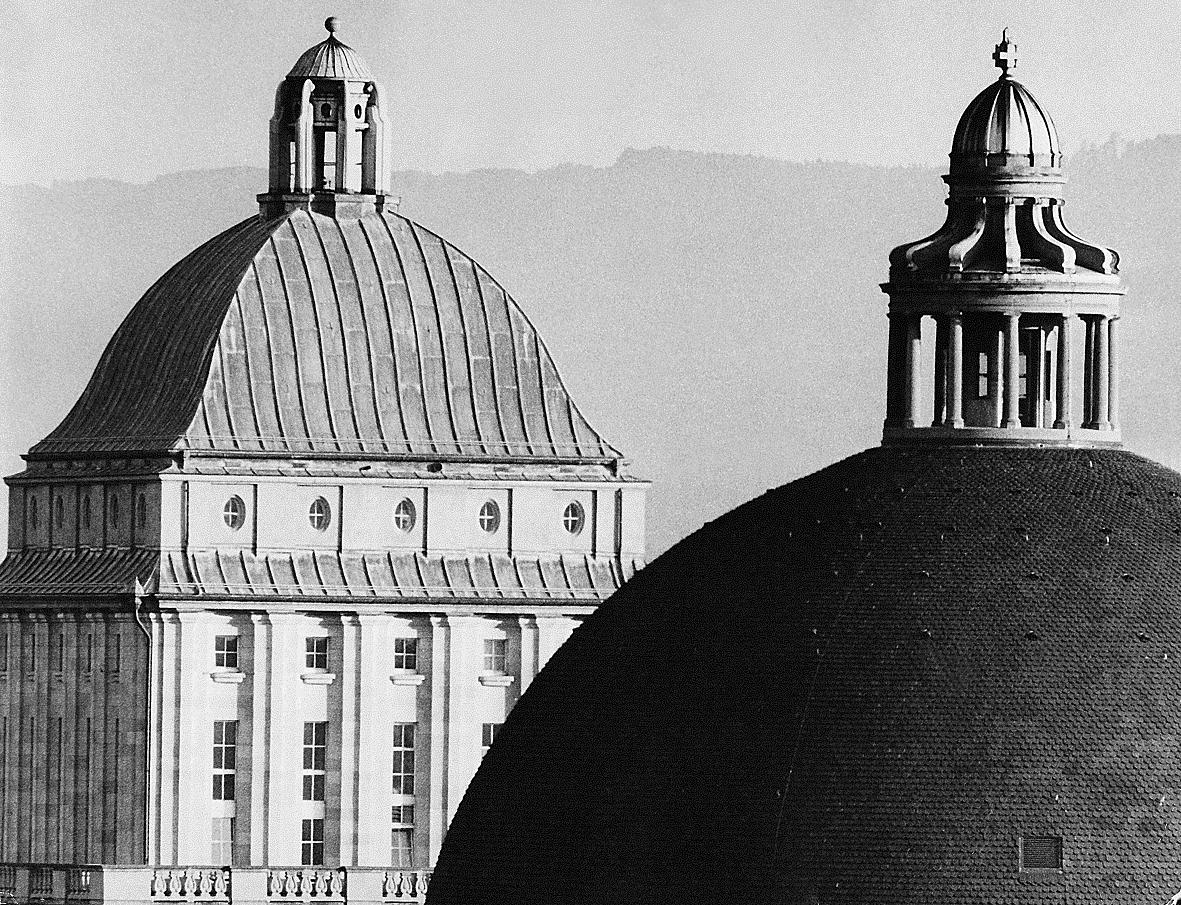
Balra az egyetem tornya, jobbra a Zürichi Szövetségi Műszaki Főiskola kupolája

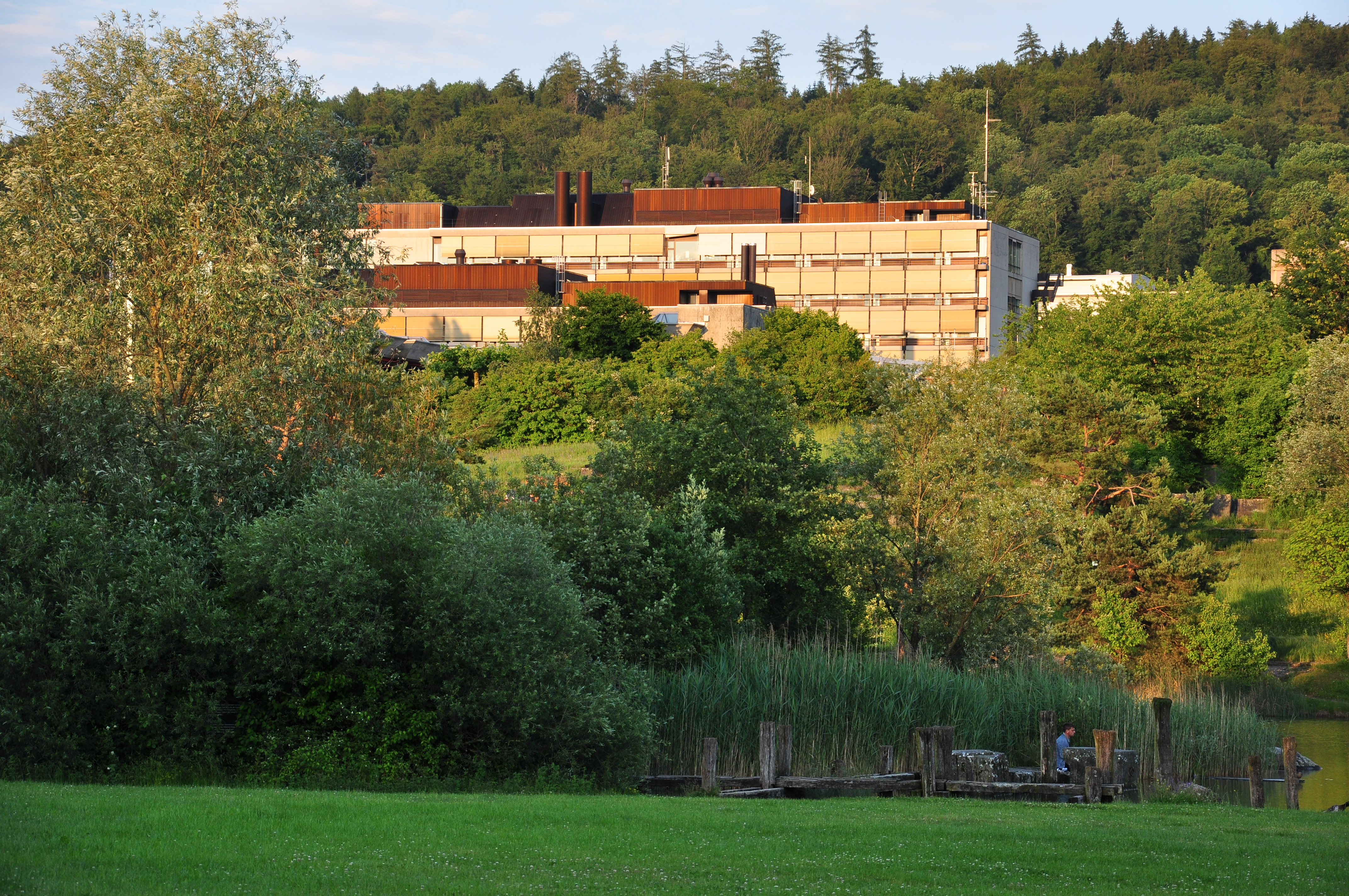
Az egyetem irchelparki kampusza

A Zürichi Egyetem (németül Universität Zürich) 25 800 hallgatójával, 7600 dolgozójával és kb. 150 intézetével, szemináriumával és klinikájával (2009) egyike Svájc tizenkét egyetemének. Székhelye Zürichben van.
Minden hagyományos karral rendelkezik, úgymint: teológiai, jogi, gazdaságtudományi, orvosi, állatorvosi, matematikai és természettudományi, irodalom és filozófiai. A beiratkozottak 48%-a ez utóbbiban tanul.
Az egyetem saját infrastruktúráján kívül hozzáférést biztosít levéltáraihoz, könyvtáraihoz és intézeteihez a Zürichi Szövetségi Műszaki Főiskola és magánintézmények számára. Ezenkívül kapcsolatban áll kilenc gyüjteménnyel és múzeummal, amelyek a legkülönbözőbb szakterületeket fogják át, az antropológiától a zoológiáig, köztük az 1889-ben alapított néprajzi múzeummal.
Ma az egyetem híres a molekuláris biológia, az idegélettan, az antropológia fejlesztése területén elért eredményeiről; a pszichiátriai klinika, az egyetemi kórház, az állatkórház tevékenységéről és az oktatás egyre emelkedő színvonaláról a korszerű lehetőségek (E-learning) révén. Az intézmény tagja a LERU-nak (Egyetemek Európai Kutatási Ligája) és az Egyetemek Nemzetközi Szövetségének (a Boden-tónál).

## Története
1832-ben Zürich kanton elhatározta, hogy egyetemet alapít a fővárosban. 1833-ban az Universitas Turicensis alapító ünnepségén a leendő karok: a jogi és az orvosi együtt szerepeltek az irodalom és filozófia fakultással. Ez volt az első olyan európai egyetem, amelyet egy demokratikus állam, és nem egyházi vagy uralkodói szándék hozott létre. Pecsétje a Grossmünster-dómot és Nagy Károlyt ábrázolja, ami a város legrégebbi főiskolájára, a Collegium Carolinumra emlékeztet.
1835-ben az egyetem első székhelye az Ágoston-rend kolostorának egyik adaptált épületében nyílt meg. Az első félévben 161 hallgatója volt (16 a teológiai, 26 a jogtudományi, 98 az orvostudományi, valamint 21 az irodalom és filozófia karon); 26 egyetemi tanár és 29 szabadúszó oktató mellett. 1840-ben vették fel az első női hallgatókat az irodalomkarra.
1859-ben a filozófiakart két részre osztották: az egyik filozófiai, nyelvi és történelmi, a másik tudományos-matematikai irányultságú lett. 1864-ben az egyetem helyhiány miatt átköltözött az újonnan épült műszaki főiskola déli szárnyába.
1901-ben megalakult az állatorvosi kar.
Az 1908-ban a Zürichi kanton és a svájci szövetségi kormány között létrejött szerződés szabályozta az egyetem és a Zürichi Szövetségi Műszaki Főiskola közötti együttműködést, lehetővé téve közös intézetek és gyűjtemények létrehozását. Ugyanebben az évben a város és Zürich kanton jóváhagyta egy új egyetemi kampusz építését.
1914-ben az egyetem átköltözhetett a Rämistrassén elkészült, Karl Moser és Robert Curjel által tervezett új főépületbe. 1917-ben felavatták Zürich városnak a kanton és az egyetem számára is elérhető központi könyvtárát. 1933-ban, alapításának centenáriumán az egyetemnek 2033 hallgatója volt.
1946-ban Winston Churchill az egyetem aulájában mondta el a világ diákságához szóló, híres beszédét, amely Európa „ébredését” is célozta, Therefore we say to you: let Europe arise! címen.
Az 1950-es évektől kezdve a hallgatói létszám jelentősen emelkedett, miközben a rendelkezésre álló hely egyre szűkösebb volt. 1962-ben a természettudományi kar elköltözött a centrumból a város északi részére. 1973-ban kezdődtek el az egyetem új kampuszának építési munkálatai, amelyet 1979-ben  Irchelparkban avattak fel. 1983-ban alapításának 150. évfordulóján az egyetemnek 15 000 hallgatója volt.
1984-ben az egyetem vezetését kibővítették: a főállású rektor mellé kineveztek két rektorhelyettest.
1992-ben a jogi-politikatudományi kart kétfelé osztották, jogi és gazdaságtudományi karra. 1998-ban a kanton polgárai új egyetemi törvényt szavaztak meg, amelynek alapján az intézmény jogilag teljesen független alkotmányt kapott. Ez lehetővé teszi költségvetése teljesen önálló szervezését.
2004-ben felavatták a jogi kar Santiago Calatrava által tervezett könyvtárát. 2008-ban ünnepelte az egyetem alapítása 175. évfordulóját.
2009. október 10-én Örményország és Törökország külügyminiszterei itt írták alá a diplomáciai kapcsolatok újraindításáról szóló, svájci közvetítéssel létrejött jegyzőkönyvet, Micheline Calmy-Rey svájci szövetségi tanácsos (azóta államelnöknő), az Amerikai Egyesült Államok akkori külügyminisztere, Hillary Clinton és más nemzetközi méltóságok jelenlétében.
Hallgatói száma 2009-ben haladta meg először a 25 000-et.

## Nobel-díjasai[2]
- Rolf M. Zinkernagel, 1996: orvosi (Australian National University)
- Karl Alex Müller, 1987: fizikai (IBM)
- Walter Rudolf Hess, 1949: orvosi
- Lavoslav Ružička, 1939: kémiai
- Paul Karrer, 1937: kémiai
- Peter Debye, 1936: kémiai
- Erwin Schrödinger, 1933: fizikai
- Albert Einstein, 1921: fizikai
- Max von Laue, 1914: fizikai
- Alfred Werner, 1913: kémiai
- Theodor Mommsen, 1902: irodalmi
- Wilhelm Conrad Röntgen, 1901: az első fizikai

## Elismerések
- Medida-Prix 2000 für OLAT, Learning Management System, s. http://www.olat.org/
- Medida-Prix 2002 für Ad fontes, Lernprogramm für das Quellenstudium im Archiv, s. https://web.archive.org/web/20020802120704/http://www.adfontes.unizh.ch/
- Deutscher Bildungssoftwarepreis digita 2004, für Ad fontes
- Projekt der Universität Zürich gewinnt Medida-Prix 2006 2006 für eCF get involved in Corporate Finance Lehrgang auf dem Learning Management System OLAT

## Bibliográfia
- Ernst Gagliardi, Hans Nabholz und Jean Stohl: Die Universität Zürich 1833–1933 und ihre Vorläufer: Festschrift zur Jahrhundertfeier. Herausgegeben vom Erziehungsrat des Kantons Zürich. Zürich, 1938
- Michèle Jäggi: Schweizerische Kunstführer GSK Band 764/765: Zürcher Universitätsgebäude. Bern, 2005 ISBN 3-85782-764-5

## Fordítás
- Ez a szócikk részben vagy egészben  az   Università di Zurigo című olasz Wikipédia-szócikk ezen változatának fordításán alapul.  Az eredeti cikk szerkesztőit annak laptörténete sorolja fel. Ez a jelzés csupán a megfogalmazás eredetét és a szerzői jogokat jelzi, nem szolgál a cikkben szereplő információk forrásmegjelöléseként.
- Ez a szócikk részben vagy egészben  az   Universität Zürich című német Wikipédia-szócikk ezen változatának fordításán alapul.  Az eredeti cikk szerkesztőit annak laptörténete sorolja fel. Ez a jelzés csupán a megfogalmazás eredetét és a szerzői jogokat jelzi, nem szolgál a cikkben szereplő információk forrásmegjelöléseként.